# Kolarstwo na Igrzyskach Śródziemnomorskich 2013
Kolarstwo na Igrzyskach Śródziemnomorskich 2013 odbywało się w dniach 25–28 czerwca 2013 roku. Zawodnicy rywalizowali w dwóch konkurencjach – wyścigu ze startu wspólnego i jeździe indywidualnej na czas.

## Podsumowanie

### Klasyfikacja medalowa
| Klasyfikacja medalowa | Klasyfikacja medalowa | Klasyfikacja medalowa | Klasyfikacja medalowa | Klasyfikacja medalowa | Klasyfikacja medalowa |
| Miejsce               | państwo               | Złoto                 | Srebro                | Brąz                  | Razem                 |
| --------------------- | --------------------- | --------------------- | --------------------- | --------------------- | --------------------- |
| 1                     | Francja               | 1                     | 1                     | 0                     | 2                     |
| 2                     | Włochy                | 1                     | 0                     | 0                     | 1                     |
| 3                     | Hiszpania             | 0                     | 1                     | 0                     | 1                     |
| 4                     | Algieria              | 0                     | 0                     | 1                     | 1                     |
| 4                     | Turcja                | 0                     | 0                     | 1                     | 1                     |
| Razem                 | Razem                 | 2                     | 2                     | 2                     | 6                     |

### Medaliści
| Konkurencja                         | 1. miejsce              | 2. miejsce                   | 3. miejsce                    |
| ----------------------------------- | ----------------------- | ---------------------------- | ----------------------------- |
| Jazda indywidualna na czas mężczyzn | Francja · Yoann Paillot | Hiszpania · Lluís Mas        | Turcja · Rasim Reis           |
| Wyścig ze startu wspólnego mężczyzn | Włochy · Nicola Ruffoni | Francja · Christophe Laporte | Algieria · Abdelbasat Hanachi |